# Трубецкой, Никита Андреевич
Князь Ники́та Андре́евич Трубецко́й (ум. после 1558) — наместник и голова во времена правления Ивана IV Васильевича Грозного.

## Биография
Из княжеского рода Трубецких. Сын князя Андрея Ивановича Трубецкого. Имел братьев: Михаила Андреевича и Василия Андреевича.
В 1549 году, в походе на шведов, девятый голова в Государевом полку, руководил 167 детьми боярскими. В ноябре 1554 года вместе с братом Василием Андреевичем упомянут на свадьбе казанского царя Симеона Бекбулатовича и Марии Андреевны Кутузовой, в составе свадебного поезда. В сентябре 1558 года упомянут наместником в Белёве.